# Wyatt Wingfoot
Wyatt Wingfoot est un personnage de fiction dans l'univers Marvel de la maison d'édition Marvel Comics. Dépourvu de pouvoirs surhumains, il a cependant un physique impressionnant (1,96 m pour 118 kg) et est un combattant expérimenté et un tireur d'élite. Il a participé à de nombreuses aventures des Quatre Fantastiques.

## Biographie
Wyatt Wingfoot est le fils de Will Wingfoot, un célèbre joueur de football américain, et d'une femme, membre de la tribu indienne des Keewazis. Il quitte sa réserve en Oklahoma afin de suivre des études au Metro College de New York. Là, il devient l'ami de Johnny Storm, alias la Torche Humaine, avec qui il partage sa chambre. C'est avec la Torche Humaine et Prester John qu'ils partiront ensemble à la recherche des Inhumains.
Il accompagne les Quatre Fantastiques lors de leur premier voyage au Wakanda. Il les aide à s'échapper de la prison où les avait enfermés le roi T'Challa alias la Panthère Noire. Celui-ci voulait uniquement tester les pouvoirs des Quatre Fantastiques et depuis il est devenu très ami avec Wyatt. Après cette aventure, il suit Johnny Storm qui tente de sauver Crystal, prisonnière de la barrière énergétique érigée autour de la cité d'Attilan.
Plus tard, il demande l'aide des Quatre Fantastiques pour chasser le robot Tomazooma de sa réserve. Il reste chez les Keezawis mais vient souvent prêter main-forte aux Quatre Fantastiques, notamment contre Annihilus, Blastaar, Dr. Fatalis ou Klaw.
Lorsque Terminus atterrit dans sa réserve, il appelle Mr Fantastique et Miss Hulk à la rescousse. Son grand-père, Renard Silencieux, meurt dans la bataille après l'avoir nommé à la tête de la tribu. Avant de prendre ses nouvelles fonctions, il retourne à New York et entame une relation amoureuse avec Miss Hulk. Il combat avec elle et les Quatre Fantastiques contre différents super-vilains comme Warlord ou Psycho-Man.
Les responsabilités qu'il a envers sa tribu, ainsi que les péripéties que connaît Miss Hulk, met fin à leur relation, bien qu'ils soient toujours amoureux l'un de l'autre. Depuis, il se consacre à la protection de son peuple et de ses précieux puits de pétrole. Il ne sort plus beaucoup de la réserve, si ce n'est pour aller prêter main-forte à la Torche ou à Miss Hulk.
Plus récemment, avec sa sœur, il a combattu aux côtés des Quatre Fantastiques contre les Terrifics.

## Sources
Encyclopédie Marvel, Fantastic Four de A à Z, Marvel France/Panini France S.A., 2005